# Tiina Ylinen
Tiina Ylinen (3 de enero de 1989) es una deportista finlandesa que compite en lucha libre. Ganó dos medallas de bronce en el Campeonato Europeo de Lucha, en los años 2008 y 2013.

## Palmarés internacional
| Campeonato Europeo | Campeonato Europeo  | Campeonato Europeo | Campeonato Europeo |
| Año                | Lugar               | Medalla            | Categoría          |
| ------------------ | ------------------- | ------------------ | ------------------ |
| 2008               | Tampere (Finlandia) | Medalla de bronce  | 51 kg              |
| 2013               | Tiflis (Georgia)    | Medalla de bronce  | 51 kg              |